# Епархия Талсы
Епархия Талса (лат. Dioecesis Tulsensis) — епархия Римско-Католической церкви в городе Талса, штат Оклахома, США. Епархия Талсы входит в митрополию Оклахома-Сити. Кафедральным собором епархии Талсы является Собор Святого Семейства.

## История
13 декабря 1972 года Римский папа Павел VI издал буллу «De sanctae Christi», которой разделил епархию Оклахома-Сити-Талсы на епархию Оклахома-Сити и епархию Талсы.

## Ординарии епархии
- епископ Бернард Жак Гантер[англ.] (13.12.1972 — 18.10.1977) — назначен епископом Бомонта
- епископ Эусебиус Джозеф Белтран[англ.] (17.02.1978 — 24.11.1992) — назначен Архиепископом Оклахома-Сити
- епископ Эдвард Джеймс Слэттери[англ.] (11.11.1993 — 13.05.2016)
- епископ Дэвид Остин Кондерла[англ.] (с 13.05.2016)

## Источник
- Annuario Pontificio, Libreria Editrice Vaticana, Città del Vaticano, 2003, ISBN 88-209-7422-3
- Булла De sanctae Christi, AAS 65 (1973), стр. 123  (лат.)